# Aerodium

Аеродіум (англ. Aerodium) — це компанія, що базується у Різі, Латвія. Основою її бізнесу є продаж та надавання в оренду вертикальних аеродинамічних труб для сегменту розваг та військових потреб, а також компанія оперує у інших країнах на умовах франшизи. Друга частина пов'язана з організацією вистав для брендового просування, фестивалів та інших святкувань по всьому світі.

## Історія
У 1979 році канадському винахіднику Жану Сен-Жермену прийшла ідея вертикальної аеродинамічної труби для польоту тіла (бодіфлайту). Після накопичення інвестицій в розмірі 450,000$ він відкрив першу комерційну аеродинамічну трубу у місті Сен-Сімон-Де-Баго (Квебек), 50 миль на схід від Монреалю.
Жан Сен-Жермен, в минулому парашутист у армії, був власником двох парашутних шкіл і дійшов висновку що Аеродіум може допомогти його студентам практикувати вільне падіння більш ефективно
У 1982 році Жан Сен-Жермен продав концепт вертикальної аеродинамічної труби Лес Томпсону та Марвіну Краттеру (Les Thompson, Marvin Kratter (англ.)), які вирішили зробити власні аеродинамічні труби у Піджин Фордж, Теннесі та Лас Вегасі, Невада, відповідно. Невдовзі Жан Сен-Жермен продав права франшизи Краттеру за півтора мільйони доларів..
Початково відома як «Aérodium», вертикальна аеродинамічна труба була запатентована під назвою «Levitationarium» Жаном Сен-Жерменом у США у 1984 та 1994 роках з номерами патенту 4,457,509 та 5,318,481 відповідно.

У 2003 році, після зустрічі з Франсуа Сен-Жерменом (син Жана Сен-Жермена), латвійський підприємець Іварс Бейтанс (Ivars Beitāns(латис.)) вирішив доопрацювати концепт Аеродіуму. Влітку 2005 року відкрилася перша вертикальна аеродинамічна труба у Східній Європі у місті Сігулда, Латвія.

## Аеродинамічні тунелі Аеродіуму в Україні
Вертикальна аеродинамічна труба від Аеродіуму була відкрита у Києві в ТРЦ Республіка (4.3 метри в діаметрі) у 2021 році.

## Галерея

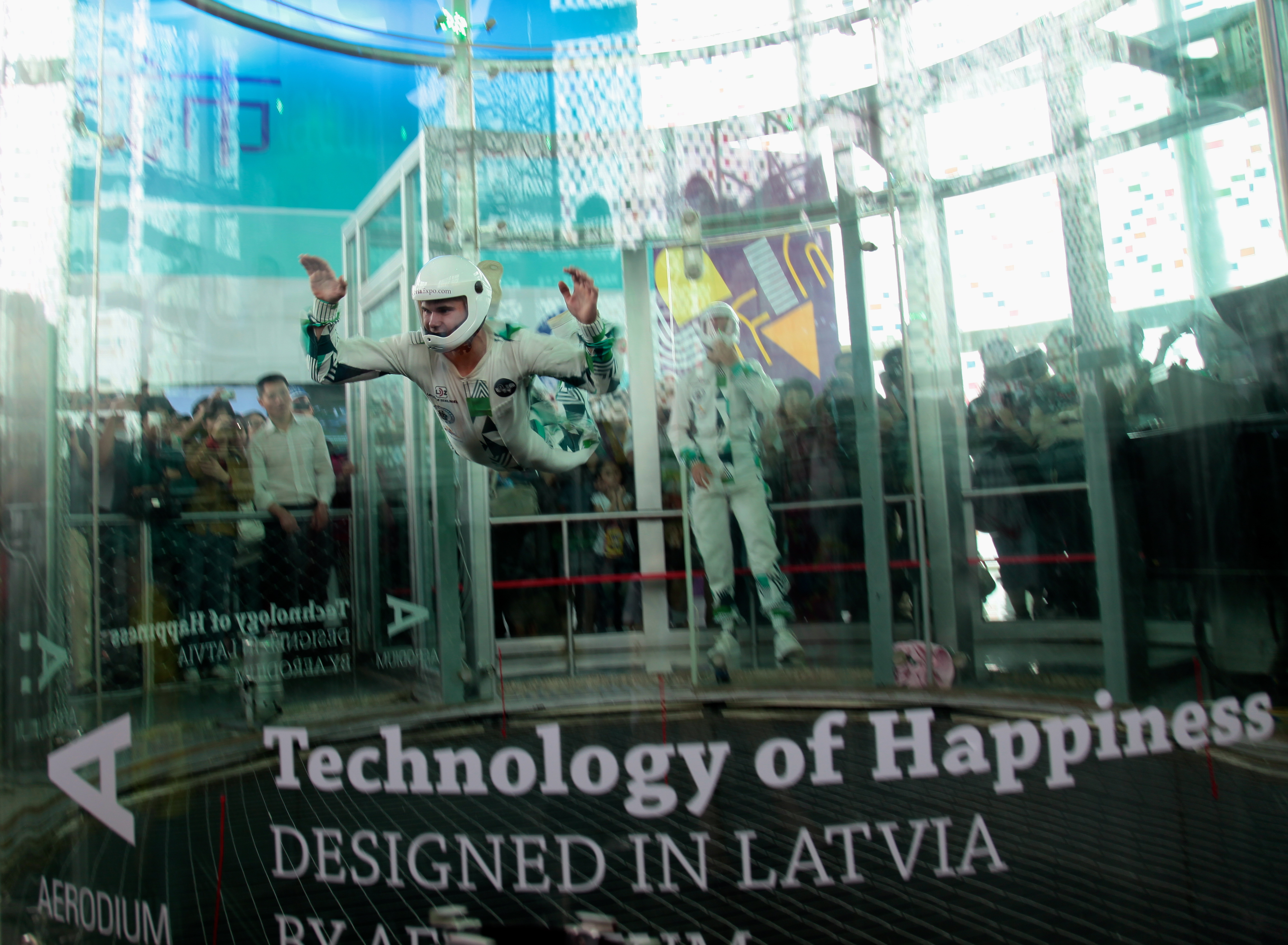
Вертикальна аеродинамічна труба AERODIUM на виставці World EXPO 2010, Шанхай
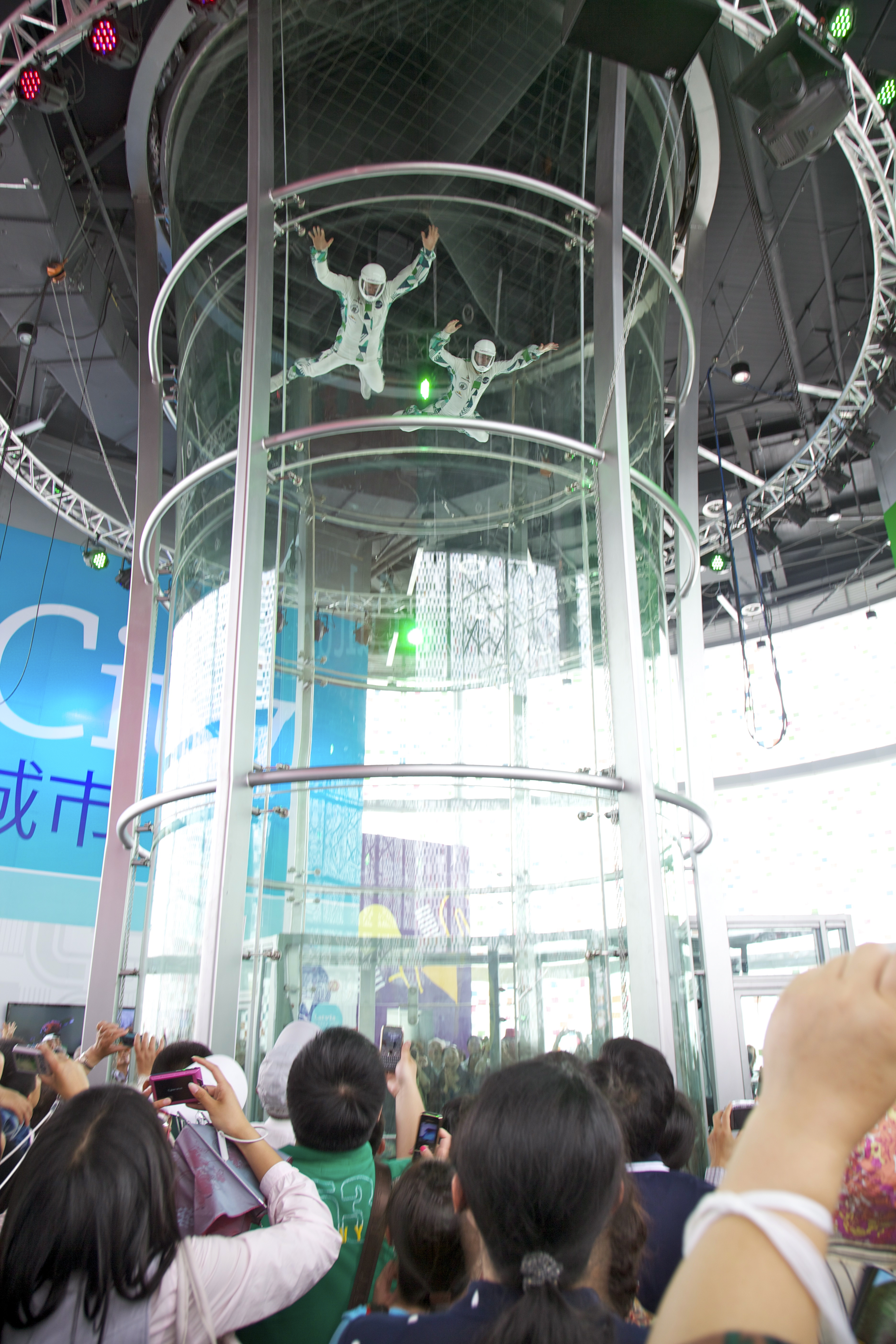
Вертикальна аеродинамічна труба AERODIUM на виставці World EXPO 2010, Шанхай